# Volkspartei Finnlands
Die Volkspartei Finnlands, finnisch: Suomen Kansanpuolue (KP), schwedisch: Finska Folkpartiet, war eine liberale Partei, die von 1951 bis 1965 bestand. Bei Wahlen zum finnischen Reichstag erreichte sie zwischen sechs und acht Prozent.
Die Partei wurde am 3. Februar 1951 in Helsinki von Mitgliedern der 1918 gegründeten Nationalen Fortschrittspartei (Kansallinen Edistyspuolue) und der Unabhängigen Mittelschicht (Itsenäinen Keskiluokka) gegründet. Erster Parteivorsitzender wurde der Forstwissenschaftler Eino Saari.
Bei der Präsidentschaftswahl 1962 verzichtete die KP auf einen eigenen Kandidaten. Die große Mehrheit unterstützte die Wiederwahl von Präsident Urho Kekkonen. Eine kleine Minderheit beteiligte sich an einer Wahlliste mit konservativer Sammlungspartei und Liberalem Bund, ohne jedoch einen eigenen Kandidaten aufzustellen.
1965 ging die Volkspartei Finnlands zusammen mit dem Liberalen Bund in der neuen Liberalen Volkspartei auf.

## Wahlergebnisse

### Parlamentswahlen
| Jahr | Abgeordnete | Stimmen | Prozent |
| ---- | ----------- | ------- | ------- |
| 1951 | 10          | 102.933 | 5,7     |
| 1954 | 13          | 158.323 | 7,9     |
| 1958 | 08          | 114.617 | 5,9     |
| 1962 | 13          | 146.005 | 6,3     |

### Kommunalwahlen
| Jahr | Mandate | Stimmen | Prozent |
| ---- | ------- | ------- | ------- |
| 1953 |         | 60.194  | 3,4     |
| 1956 |         | 47.887  | 2,9     |
| 1960 |         | 99.709  | 5,1     |
| 1964 |         | 79.569  | 3,7     |

### Präsidentschaftswahlen
| Jahr | Wahlmänner | Stimmen | Prozent | Kandidat                 | Bündnispartner                  |
| ---- | ---------- | ------- | ------- | ------------------------ | ------------------------------- |
| 1956 | 7          | 085.690 | 4,5     | Eero Rydman              |                                 |
| 1962 | 21         | 165.489 | 7,5     | Urho Kekkonen (Landbund) | Landbund, Sfp, sonstige         |
| 1962 | 1          | 11.087  | 0,5     | ohne Kandidat            | Sammlungspartei, Liberaler Bund |

## Parteivorsitzende
- 1951–1958: Eino Saari
- 1959–1960: Veli Merikoski
- 1961–1963: Harras Kyttä
- 1964–1965: Esa Kaitila